# ألينا خامولكينا
ألينا خامولكينا (ولدت في 24 يوليو 1997) هي لاعبة غطس بيلاروسية، احتلت المركز 29 في الدور التمهيدي في حدث الوثب لمسافة 1 متر سيدات في بطولة العالم للألعاب المائية 2019 التي أقيمت في غوانغجو، كوريا الجنوبية. في سباق الوثب 3 أمتار سيدات ، احتلت المركز 27 في الدور التمهيدي. مثلت أيضًا بيلاروسيا في بطولة العالم للألعاب المائية 2017 في بودابست، المجر وفي بطولة العالم للألعاب المائية 2015 في كازان، روسيا.
أستاذ رياضة في بيلاروسيا من الدرجة الدولية.